# Goddamn Devil
Goddamn Devil è un maxi singolo del gruppo musicale statunitense Ugly Kid Joe, pubblicato nel 1994.

## Tracce
1. Goddamn Devil – 4:53
2. Panhandlin' Prince (live) – 5:40
3. Neighbor (live) – 4:30
4. Cats in the Cradle (live) – 4:00

## Formazione
- Whitfield Crane - voce
- Klaus Eichstadt - chitarra
- Dave Fortman - chitarra
- Cordell Crockett - basso
- Mark Davis - batteria